# Pristimantis stenodiscus
Pristimantis stenodiscus é uma espécie de anfíbio  da família Craugastoridae.
É endémica da Venezuela.
Os seus habitats naturais são: regiões subtropicais ou tropicais húmidas de alta altitude.